# Antonio D'Acchille
Antonio D'Acchille (Pratola Peligna, 20 febbraio 1936) è un pittore e scultore italiano.

## Biografia
Nato a Pratola Peligna (AQ) risiede a Roma dal 1950.
È uno dei protagonisti del movimento artistico "La Nuova Maniera Italiana".
Si diploma in pittura all'Accademia di Belle Arti di Roma nel 1956 ma già nel 1953 inizia la sua attività espositiva vincendo numerosi premi. Nel 1960 la sua prima personale a Sulmona presentato in catalogo dall'Accademico d'Italia Cipriano Efisio Oppo.
Negli anni '60 e '70 partecipa a numerose esposizioni nazionali ed internazionali.
Dal 1980 al 1985 dirige l'Accademia di Belle Arti dell'Aquila.
A partire dal 1986, e fino al 2001, inizia a promuovere le esposizioni dei suoi allievi dell'Accademia di Belle Arti di Roma presso la quale era titolare della cattedra di pittura.
Nel 1986 partecipa alla XI Quadriennale di Roma nel settore "arte come storia dell'arte" con il possente "Il passo di Acheloo".
La sua attività si è concentrata anche su commissioni di opere d'arte pubbliche e private di rilievo. Progetta il nuovo Presbiterio del Santuario della Madonna dell'Oriente (Tagliacozzo): realizza la grande volta, l'altare maggiore, il tabernacolo e la stella portaicona.
Progetta il nuovo abside e realizza la grande cupola (rivestita in mosaico veneziano dorato) del Presbiterio della Cappella della Casa Generalizia dell'Istituto Figlie di S. Giuseppe in Roma.
Tra le esposizioni si ricorda la partecipazione alla IL edizione del premio Michetti, la personale al Museo Civico di Sanremo, la XIII Quadriennale di Roma, "Epica Forma" Toronto - Canada, "Omaggio a D'Acchille" del premio Vasto 2000, l'antologica al Castello Cinquecentesco dell'Aquila, l'antologica al Palazzo Ducale (Urbino), l'antologica alla Fondazione Umberto Mastroianni di Arpino, l'antologica al Museo d'arte moderna Vittoria Colonna di Pescara.
Tra le opere pubbliche ricordiamo anche l'esecuzione di un grande telero per la Chiesa della Visitazione (Ain Karem), la realizzazione di una grande scultura in bronzo vincitrice di un concorso nazionale per il ministero dei Lavori Pubblici destinata alla Città Giudiziaria di Caltagirone, la realizzazione del monumento bronzeo a Teofilo Patini per la città di Castel di Sangro.
Hanno scritto della sua opera i maggiori critici e storici dell'arte italiana: Maurizio Calvesi, Rosario Assunto, Paolo Portoghesi, Cipriano Efisio Oppo, Claudio Strinati, Giulio Carlo Argan, Italo Tomassoni, Giorgio Tempesti, Giuseppe Gatt, Cesare Vivaldi, Floriano De Santi e altri.

## Onorificenze
Medaglia d'oro ai benemeriti della scuola, della cultura e dell'arte